# Lucy Powell

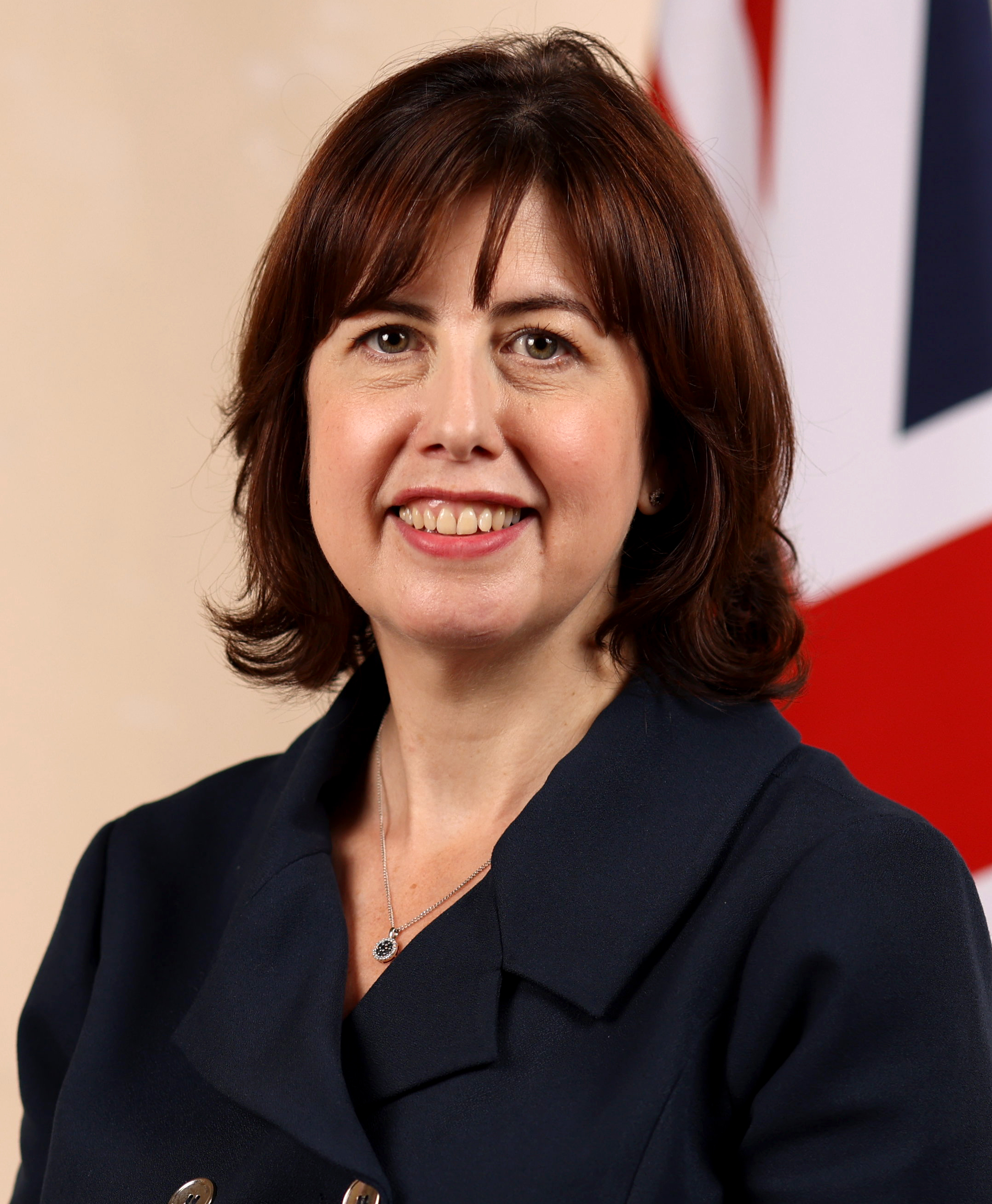
Lucy Powell, 2024

Lucy Maria Powell (Moss Side, 10 oktober 1974) is een Brits politica voor de Labour Party. Zij is sinds 2012 lid van het Lagerhuis voor het kiesdistrict Manchester Central. In het Kabinet-Starmer is ze Leader of the House of Commons en Lord President of the Council.

## Biografie
Lucy Powell studeerde scheikunde aan Somerville College van de Universiteit van Oxford en King's College London. Zij werkte tijdens de campagne voor de Lagerhuisverkiezingen van 1997 op het hoofdkwartier van de Labour Party en werd daarna parlementair assistent voor het Lagerhuislid Beverley Hughes.
Powell was directeur campagnes bij de groep Britain in Europe (BiE) die in het Verenigd Koninkrijk actie voerde voor het Verdrag tot vaststelling van een Grondwet voor Europa. Toen BiE in 2005 ophield te bestaan, stapte ze over naar de National Endowment for Science, Technology and the Arts. In 2010 leidde Powell de succesvolle campagne van Ed Miliband voor het leiderschap van de Labour Party. Daarna werd ze Milibands's plaatsvervangend stafchef.

## Politieke loopbaan
Bij de Lagerhuisverkiezingen van 2010 was Powell de Labourkandidaat in Withington. Ze verloor daar van het zittende Liberaal-Democratische parlementslid. In 2012 werd ze bij een tussentijdse verkiezing in het district Manchester Central wel gekozen. Bij de verkiezingen van 2015, 2017, 2019 en 2024 wist ze haar zetel te behouden.
Powell werd door Ed Miliband benoemd tot vicevoorzitter van de Labourcampagne voor de Lagerhuisverkiezingen van 2015. Labour leed landelijk een nettoverlies van 26 zetels, en verloor 40 zetels in Schotland. Powell nam na de verkiezingen de verantwoordelijkheid voor een aantal verkeerde campagnebeslissingen. Na het aftreden van Miliband steunde ze Andy Burnham bij de Labour leiderschapsverkiezingen, die gewonnen werden door Jeremy Corbyn. In het schaduwkabinet Corbyn werd ze schaduwminister van Onderwijs. Ze nam ontslag op 26 juni 2016 uit onvrede over het leiderschap van Corbyn. 
Na een aantal jaren als backbencher werd ze in 2020 door de nieuwe partijleider Keir Starmer weer benoemd in het schaduwkabinet. Ze was achtereenvolgens schaduwminister voor Bedrijven en Consumenten, voor Huisvesting, en voor Digitaal, Cultuur, Media en Sport.
Na de grote overwinning van Labour bij de Lagerhuisverkiezingen van 4 juli 2024 werd Powell lid van het Kabinet-Starmer als Leader of the House of Commons en Lord President of the Council.  Zij is sinds 6 juli 2024 ook lid van de Privy Council.